# Bahnstrecke Basel–Aesch
| |                     |                                               |                                               |
| Streckennummer (BAV): | L002                |                                               |                                               |
| Fahrplanfeld: | 50.011              |                                               |                                               |
| Streckenlänge: | 8,20 km             |                                               |                                               |
| Spurweite: | 1000 mm (Meterspur) |                                               |                                               |
| Stromsystem: | 600 Volt =          |                                               |                                               |
| Maximale Neigung: | 22 ‰                |                                               |                                               |
| |                     |                                               |                                               |
| \| \| \| Basler Tramnetz \| \| \| \| -0,60 \| Dreispitz \| Dreispitz \| \| \| \| Depot Ruchfeld mit Wendeschlaufe \| \| \| \| \| Birseckbahn nach Dornach \| \| \| \| 0,00 \| Freilager ehemals Ruchfeld \| Freilager ehemals Ruchfeld \| \| \| \| ehemals Birseckbahn nach Dornach \| \| \| \| 0,82 \| Schaulager ehemals Tunnelweg \| Schaulager ehemals Tunnelweg \| \| \| 1,15 \| Spengler ehemals Fichtenwald \| Spengler ehemals Fichtenwald \| \| \| 1,56 \| Loogstrasse \| Loogstrasse \| \| \| 1,80 \| Gartenstadt \| Gartenstadt \| \| \| 2,40 \| Heiligholz \| Heiligholz \| \| \| 2,98 \| Reinacherhof \| Reinacherhof \| \| \| 3,52 \| Surbaum mit Wendeschlaufe \| Surbaum mit Wendeschlaufe \| \| \| 4,13 \| Landhof \| Landhof \| \| \| 4,46 \| Lochacker (seit 1981) \| Lochacker (seit 1981) \| \| \| 5,08 \| Landererstrasse \| Landererstrasse \| \| \| 5,48 \| Reinach Dorf \| Reinach Dorf \| \| \| 5,95 \| Vogesenstrasse \| Vogesenstrasse \| \| \| 6,27 \| Reinach Süd ehemals Neuhof, mit Wendeschlaufe \| Reinach Süd ehemals Neuhof, mit Wendeschlaufe \| \| \| 7,35 \| Arlesheimerstrasse ehemals Steinacker \| Arlesheimerstrasse ehemals Steinacker \| \| \| 7,70 \| Herrenweg \| Herrenweg \| \| \| \| Kapelle \| \| \| \| 8,20 \| Aesch Dorf mit Wendeschlaufe \| Aesch Dorf mit Wendeschlaufe \| |                     |                                               |                                               |
| U-Bahn-Strecke |                     | Basler Tramnetz                               | Basler Tramnetz                               |
| | -0,60               | Dreispitz                                     | Dreispitz                                     |
| Abzweig geradeaus, nach links und von links |                     | Depot Ruchfeld mit Wendeschlaufe              | Depot Ruchfeld mit Wendeschlaufe              |
| Abzweig geradeaus und nach links |                     | Birseckbahn nach Dornach                      | Birseckbahn nach Dornach                      |
| Haltepunkt / Haltestelle, ehemaliger Bahnhof | 0,00                | Freilager ehemals Ruchfeld                    | Freilager ehemals Ruchfeld                    |
| Abzweig geradeaus und ehemals nach links |                     | ehemals Birseckbahn nach Dornach              | ehemals Birseckbahn nach Dornach              |
| Haltepunkt / Haltestelle | 0,82                | Schaulager ehemals Tunnelweg                  | Schaulager ehemals Tunnelweg                  |
| Haltepunkt / Haltestelle | 1,15                | Spengler ehemals Fichtenwald                  | Spengler ehemals Fichtenwald                  |
| Haltepunkt / Haltestelle | 1,56                | Loogstrasse                                   | Loogstrasse                                   |
| Haltepunkt / Haltestelle | 1,80                | Gartenstadt                                   | Gartenstadt                                   |
| Haltepunkt / Haltestelle | 2,40                | Heiligholz                                    | Heiligholz                                    |
| Haltepunkt / Haltestelle | 2,98                | Reinacherhof                                  | Reinacherhof                                  |
| Bahnhof | 3,52                | Surbaum mit Wendeschlaufe                     | Surbaum mit Wendeschlaufe                     |
| Haltepunkt / Haltestelle | 4,13                | Landhof                                       | Landhof                                       |
| Haltepunkt / Haltestelle | 4,46                | Lochacker (seit 1981)                         | Lochacker (seit 1981)                         |
| Haltepunkt / Haltestelle | 5,08                | Landererstrasse                               | Landererstrasse                               |
| Haltepunkt / Haltestelle | 5,48                | Reinach Dorf                                  | Reinach Dorf                                  |
| Haltepunkt / Haltestelle | 5,95                | Vogesenstrasse                                | Vogesenstrasse                                |
| Bahnhof | 6,27                | Reinach Süd ehemals Neuhof, mit Wendeschlaufe | Reinach Süd ehemals Neuhof, mit Wendeschlaufe |
| Haltepunkt / Haltestelle | 7,35                | Arlesheimerstrasse ehemals Steinacker         | Arlesheimerstrasse ehemals Steinacker         |
| Haltepunkt / Haltestelle | 7,70                | Herrenweg                                     | Herrenweg                                     |
| ehemaliger Haltepunkt / Haltestelle |                     | Kapelle                                       | Kapelle                                       |
| Kopfbahnhof Streckenende | 8,20                | Aesch Dorf mit Wendeschlaufe                  | Aesch Dorf mit Wendeschlaufe                  |

Die Bahnstrecke Basel–Aesch ist eine meterspurige und elektrifizierte Eisenbahnstrecke in der Schweiz, die an das Basler Strassenbahnnetz anschliesst. Die 7,7 Kilometer lange Stichbahn wurde 1907 eröffnet, zweigt in Ruchfeld von der 1902 eröffneten Bahnstrecke Basel–Dornach ab und gehörte anfangs der eigenständigen Gesellschaft Trambahn Basel-Aesch (TBA). Seit dem 1. Januar 1974 ist das Nachfolgeunternehmen Baselland Transport AG (BLT) für die Streckeninfrastruktur zuständig. Für den Betrieb waren anfangs die Basler Strassenbahnen (BStB) verantwortlich – die seit 1946 Basler Verkehrs-Betriebe heissen – seit 1994 wird die Schmalspurbahn von der BLT selbst betrieben. Die Strecke nach Aesch erhielt 1974 im Zuge der Auflösung der TBA die Linienummer 11 zugeteilt. Die Züge nach Aesch verkehrten traditionell ab Aeschenplatz, bevor die Linie 11 dann 1994 im Zuge der Betriebsübernahme durch die BLT bis St-Louis Grenze verlängert wurde. Ergänzt wird sie durch die Verstärkerlinie E11 bis Reinach Süd.